# Acid gras

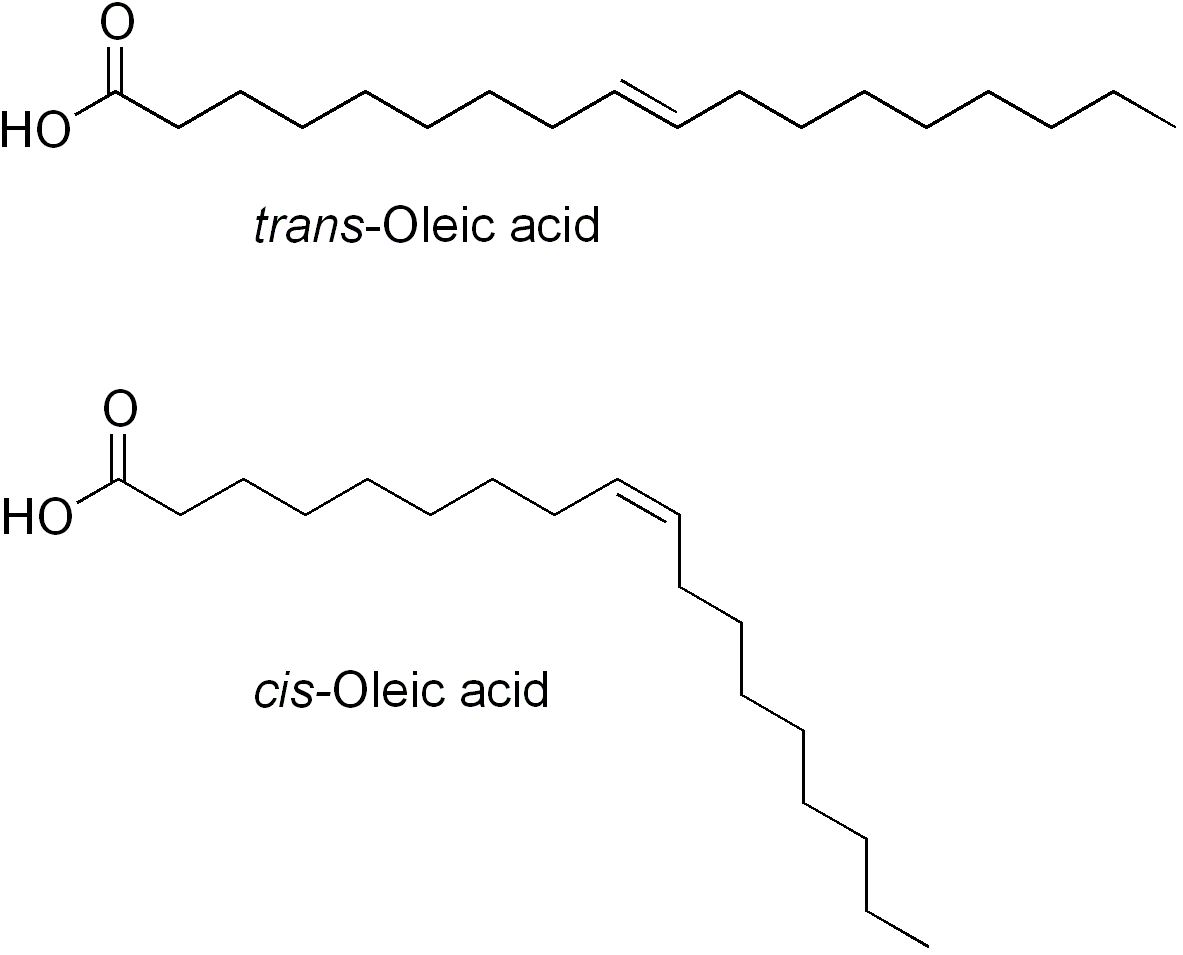
Comparație între izomerii trans (sus) și cis (jos) ai acidului oleic.

În chimie, și în special în biochimie, un acid gras este un acid carboxilic care are o catenă alifatică lungă (poate fi ori saturată, ori nesaturată). Majoritatea acizilor grași care apar și în natură au un număr par de atomi de carbon, care variază între 4 și 28. 